# Liste des municipalités de Géorgie (pays)
Une municipalité (en géorgien : მუნიციპალიტეტი) est une subdivision de la Géorgie, constituée d'une ville ou d'un groupe de villages, qui jouissent de l'autonomie locale. Il existe deux types de municipalités : les villes autonomes (ქალაქი, k'alak'i), 5 au total, et les communautés autonomes (თემი, t'emi), 67 au total.

## Contexte
Les municipalités ont été créées pour la première fois en 2006. La plupart d'entre elles ont succédé aux subdivisions antérieures, appelées raïoni (რაიონი, « districts »). En outre, de nouvelles municipalités ont été créées pour gouverner les territoires d'Abkhazie et d'Ossétie du Sud qui restaient alors sous le contrôle de la Géorgie. Après la guerre russo-géorgienne de 2008, la Géorgie considère ces municipalités comme des parties de ses territoires occupés. Les anciens districts qui ne relevaient pas de la souveraineté effective de la Géorgie au moment de la réforme du gouvernement local de 2006 n'ont pas été transformés en municipalités. Au contraire, les lois de la Géorgie incluent l'idée que le mode final de subdivision et le système d'autonomie locale devraient être établis après le rétablissement de la juridiction de l'État sur les territoires occupés. Chaque commune est divisée en unités administratives (ადმინისტრაციული ერთეული), qui peuvent comprendre une ou plusieurs localités.
Les communes situées hors des deux républiques autonomes d'Adjarie et d'Abkhazie et la capitale de Tbilissi sont regroupées, à titre provisoire, en neuf mkharé (მხარე, ou « régions »): Gourie, Iméréthie, Kakhétie, Kvemo Karthli, Mtskheta-Mtianeti, Ratcha-Letchkhoumi-Kvemo Svaneti, Samegrelo-Zemo Svaneti, Samtskhe-Djavakheti et Chida Kartli.

## Liste
| Kazbegi Akhalgori Mtskheta Doucheti Tianeti Gori Kareli Kaspi Khachouri Djava Akhmeta Telavi Lagodekhi Kvareli Gourdjaani Sighnaghi Dedoplistskaro Sagaredjo Tetritskaro Tsalka Marneouli Bolnissi Dmanissi Gardabani v. Roustavi Tbilissi Lentekhi Tsagueri Ambrolaouri Oni Khoni Tskaltoubo Tkibouli Terdjola Samtredia Vani Baghdati Zestaponi Kharagaouli Tchiatoura Satchkhere v. Koutaïssi Mestia Tsalendjikha Tchkhorotskou Martvili Zougdidi Khobi Senaki Abacha v. Poti Lantchkhouti Ozourgueti Tchokhataouri Khoulo Keda c. Batoumi Khelvatchaouri Chouakhevi Kobouleti Bordjomi Akhaltsikhé Adigueni Ninotsminda Akhalkalaki Aspindza Gagra Goudaouta Sokhoumi Goulripchi Otchamtchiré Gali |

| Municipalité (2019)                           | Raïoni correspondant (2006) | Population (estimation de 2016) |
| --------------------------------------------- | --------------------------- | ------------------------------- |
| Géorgie                                       |                             | 3 720 400                       |
| Tbilissi                                      |                             | 1 113 000                       |
| République autonome d'Abkhazie*               |                             | n.a.****                        |
| 1. Communauté d'Ajara (Haute-Abkhazie*        |                             | n.a.****                        |
| —                                             | Gagra*                      | n.a.****                        |
| —                                             | Gali*                       | n.a.****                        |
| —                                             | Goudaouta*                  | n.a.****                        |
| —                                             | Goulrypchi*                 | n.a.****                        |
| —                                             | Otchamtchiré*               | n.a.****                        |
| —                                             | Sokhoumi*                   | n.a.****                        |
| République autonome d'Adjarie                 |                             | 337 000                         |
| 1. Batoumi                                    |                             | 154,600                         |
| 2. Keda                                       | Keda                        | 16 900                          |
| 3. Kobouleti                                  | Kobouleti                   | 75 200                          |
| 4. Khelvatchaouri                             | Khelvatchaouri              | 51 700                          |
| 5. Khoulo                                     | Khoulo                      | 23 500                          |
| 6. Chouakhevi                                 | Chouakhevi                  | 15 100                          |
| Region de Gourie                              |                             | 113 000                         |
| 1. Tchokhataouri                              | Tchokhataouri               | 18 900                          |
| 2. Lantchkhouti                               | Lantchkhouti                | 31 500                          |
| 3. Ozourgueti                                 | Ozourgueti                  | 48 000                          |
| Région d'Iméréthie                            |                             | 532 900                         |
| 1. Ville de Koutaïssi                         |                             | 147 900                         |
| 2. Baghdati                                   | Baghdati                    | 21 500                          |
| 3. Vani                                       | Vani                        | 24 500                          |
| 4. Zestaponi                                  | Zestaponi                   | 57 500                          |
| 5. Terdjola                                   | Terdjola                    | 35 400                          |
| 6. Samtredia                                  | Samtredia                   | 48 500                          |
| 7. Satchkhere**                               | Satchkhere**                | 37 800                          |
| 8. Tkibouli                                   | Tkibouli                    | 20 600                          |
| 9. Tskaltoubo                                 | Tskaltoubo                  | 56 600                          |
| 10. Tchiatoura                                | Tchiatoura                  | 39 800                          |
| 11. Kharagaouli                               | Kharagaouli                 | 19 400                          |
| 12. Khoni                                     | Khoni                       | 23 400                          |
| Région de Kakhétie                            |                             | 318 400                         |
| 1. Akhmeta                                    | Akhmeta                     | 31 700                          |
| 2. Gourdjaani                                 | Gourdjaani                  | 53 900                          |
| 3. Dedoplistskaro                             | Dedoplis Tskaro             | 21 100                          |
| 4. Telavi                                     | Telavi                      | 38 700                          |
| 5. Lagodekhi                                  | Lagodekhi                   | 41 800                          |
| 6. Sagaredjo                                  | Sagaredjo                   | 52 200                          |
| 7. Sighnaghi                                  |                             | 29 600                          |
| 8. Kvareli                                    | Kvareli                     | 29 800                          |
| Région de Mtskheta-Mtianeti                   |                             | 94 200                          |
| 1. Akhalgori**                                | Akhalgori**                 | n.a.***                         |
| 2. Doucheti                                   | Doucheti                    | 25 400                          |
| 3. Tianeti                                    | Tianeti                     | 9 300                           |
| 4. Mtskheta                                   | Mtskheta                    | 47 800                          |
| 5. Kazbegi                                    | Kazbegi                     | 3 800                           |
| Région de Ratcha-Letchkhoumi et Basse Svaneti |                             | 31 500                          |
| 1. Ambrolaouri                                | Ambrolaouri                 | 8 900                           |
| 2. Lentekhi                                   | Lentekhi                    | 4 400                           |
| 3. Oni**                                      | Oni **                      | 6 000                           |
| 4. Tsagueri                                   | Tsagueri                    | 10 200                          |
| Région de Samegrelo-Zemo Svaneti              |                             | 329 700                         |
| 1. Ville de Poti                              |                             | 41 500                          |
| 2. Abacha                                     | Abacha                      | 22 100                          |
| 3. Zougdidi                                   | Zougdidi                    | 62 500                          |
| 4. Martvili                                   | Martvili                    | 33 300                          |
| 5. Mestia                                     | Mestia                      | 9 400                           |
| 6. Senaki                                     | Senaki                      | 39 500                          |
| 7. Tchkhorotskou                              | Tchkhorotskou               | 22 200                          |
| 8. Tsalendjikha                               | Tsalendjikha                | 26 100                          |
| 9. Khobi                                      | Khobi                       | 30 400                          |
| Région de Samtskhé-Djavakheti                 |                             | 160 500                         |
| 1. Adigueni                                   | Adigueni                    | 16 500                          |
| 2. Aspindza                                   | Aspindza                    | 10 400                          |
| 3. Akhalkalaki                                | Akhalkalaki                 | 45 200                          |
| 4. Akhaltsikhé                                | Akhaltsikhé                 | 20 800                          |
| 5. Bordjomi                                   | Bordjomi                    | 25 100                          |
| 6. Ninotsminda                                | Ninotsminda                 | 24 500                          |
| Région de Kvemo Kartli                        |                             | 426 400                         |
| 1. Ville de Roustavi                          |                             | 126 000                         |
| 2. Bolnissi                                   | Bolnissi                    | 53 800                          |
| 3. Gardabani                                  | Gardabani                   | 82 300                          |
| 4. Dmanissi                                   | Dmanissi                    | 19 100                          |
| 5. Tetritskaro                                | Tetritskaro                 | 21 000                          |
| 6. Marneouli                                  | Marneouli                   | 105 300                         |
| 7. Tsalka                                     | Tsalka                      | 18 900                          |
| Région de Shida Kartli                        |                             | 263,800                         |
| 1. Gori**                                     | Gori**                      | 77 800***                       |
| 2. Kaspi                                      | Kaspi                       | 43 700                          |
| 3. Kareli**                                   | Kareli**                    | 41 300***                       |
| 4. Khachouri                                  | Khachouri                   | 52 700                          |
| 5. Eredvi**                                   |                             | n.a.****                        |
| 6. Tighva**                                   |                             | n.a.****                        |
| 7. Kourta**                                   |                             | n.a.****                        |
| —                                             | Djava**                     | n.a.****                        |

Les divisions administratives géorgiennes avec les territoires occupés par la Russie (Abkhazie et Ossétie du Sud) indiqués en rose.

*– Les territoires de l'Abkhazie échappant au contrôle de la Géorgie et définis par la Géorgie comme "territoires occupés" à partir de 2015.
**– Municipalités qui comprennent au moins certaines communautés en Ossétie du Sud en dehors du contrôle de la Géorgie et définies par la Géorgie comme des « territoires occupés » à partir de 2015.
***– Statistiques officielles disponibles uniquement pour les parties des municipalités contrôlées par la Géorgie.
****– Les statistiques officielles ne sont pas disponibles pour les territoires non contrôlés par la Géorgie (Abkhazie et Ossétie du Sud).